# Ablinga (Film)
Ablinga ist ein Kurzdokumentarfilm von Dagnija Osite-Krüger von 1978 über das gleichnamige Dorf in Litauen, das 1941 durch die deutsche Wehrmacht zerstört wurde.

## Inhalt
Der Film zeigt die Gedenkstätte mit überlebensgroßen Holzstatuen für die Opfer des Massakers, die 1972 eingeweiht wurde. Dazu wird ein Gedicht des Nationaldichters Marcinovičius vorgetragen.

## Hintergründe
Dagnija Osite-Krüger war eine gebürtige Lettin, die ab Mitte der 1970er-Jahre in der DDR lebte. Die Aufnahmen wurden 1977 in Ablinga gedreht. Die Bilder sind mit einem poetischen Text des litauischen Nationaldichters Justinas Marcinkevičius unterlegt, der von der Schauspielerin Lotte Loebinger eingelesen wurde.
Am 21. April 1978 war Ablinga erstmals in den Kinos der DDR zu sehen. 2017 präsentierte die DEFA-Stiftung den Film im Berliner Kino Arsenal im Rahmen ihrer monatlichen Filmreihe. 2022 wurde Ablinga im Programm der Retrospektive Die Dokumentaristinnen der DDR beim DOK Leipzig gezeigt.

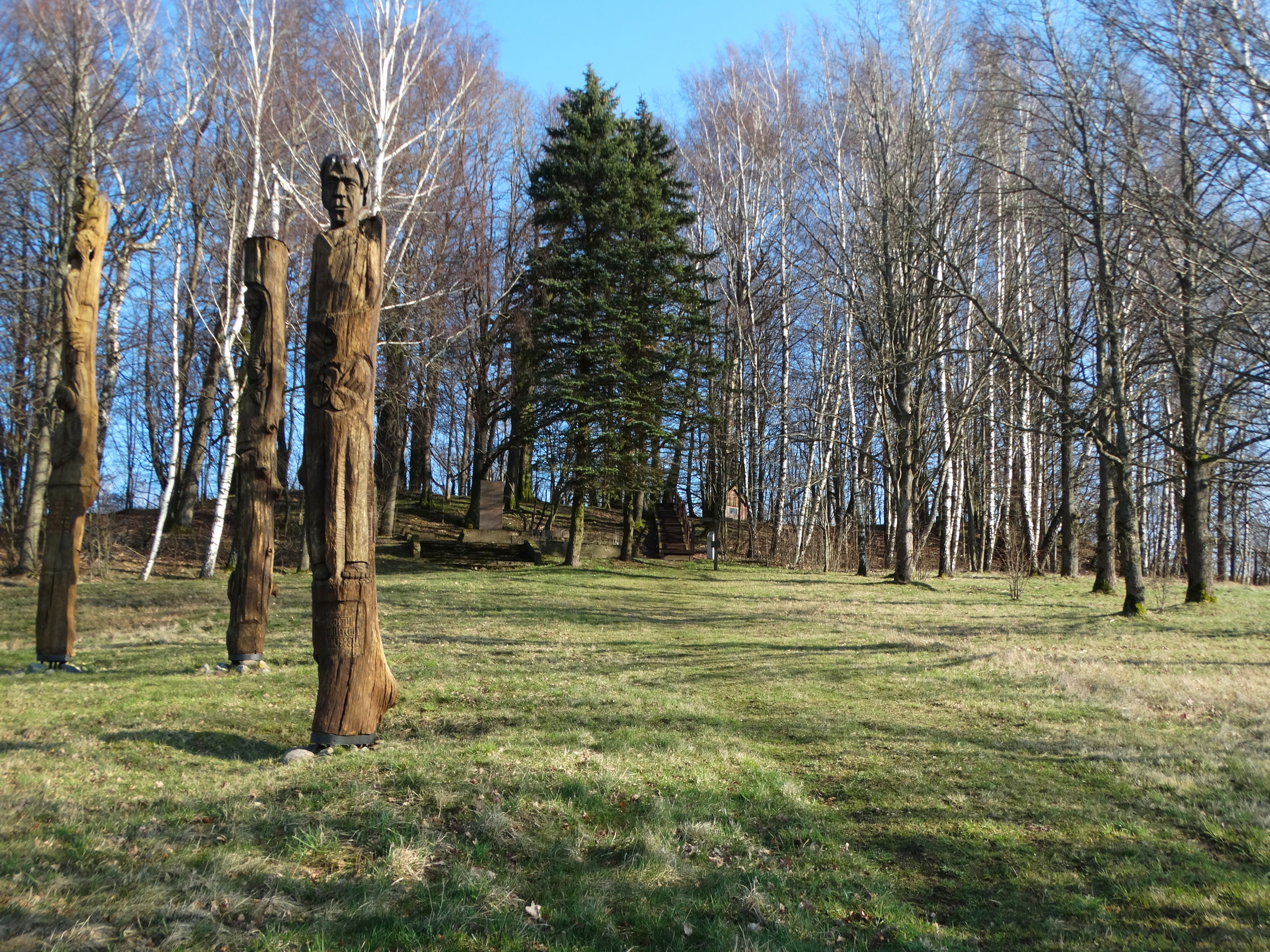
Skulpturen in Ablinga

## Rezeption
Carolin Weidner vom Dokumentarfilmfestival Leipzig schrieb 2022 über die Skulpturen und den Film

„Überlebensgroß ragen sie als geschnitzte Denkmäler in den Himmel. Im Poem des Nationaldichters Justinas Marcinkevičius erwachen sie erneut, teilen letzte Geheimnisse und werden zu Bindegliedern auf einer Zeitachse, die von Gewalt weiß und von Frieden träumt. Dagnija Osite-Krügers Montage ist kühn, verspielt und bisweilen brutal, ihr Anliegen glaubhaft und kraftvoll. In nur wenigen Minuten zieht „Ablinga“ in seinen Bann, wird zum Dokument deutscher Schuld und zur Erinnerung an die Ermordeten.“

Der Filmhistoriker Detlef Kannapin würdigte Ablinga 2019 in der Publikation Sie. Regisseurinnen der DEFA und ihre Filme: „Ablinga ist auch heute noch ein aufschlussreicher Kommentar zu den Verheerungen durch deutsche Schuld, gerade weil der Film die Leerstellen des Verlusts vom Leben sinnlich einzufangen vermag.“